# Kriminal
(slogan che compare sui primi albi)
Kriminal  è un personaggio dei fumetti creato negli anni sessanta da Max Bunker e dal disegnatore Magnus e le cui storie sono state pubblicate per la prima volta dal 1964 al 1974 sulla omonima serie edita dall'Editoriale Corno. Appartiene al filone del fumetto nero italiano di cui, con Satanik e Diabolik, rappresenta il capostipite. A fine anni sessanta il successo della serie portò alla realizzazione anche di due film: Kriminal, del 1966 e Il marchio di Kriminal, del 1968. Il primo numero della serie a fumetti rappresenta in assoluto la prima opera completa realizzata dal famoso disegnatore Magnus.

## Storia editoriale
Il successo di Diabolik fece nascere una pletora di testate quali Sadik o Zakimort, che, facendo leva sull'apprezzamento del pubblico per questo genere di intrattenimento, si rivelarono mediocri imitazioni dell'originale. L'Editoriale Corno chiese a Bunker di proporre nuovi personaggi e questi ideò Kriminal (esordio in edicola: 24 agosto 1964), e successivamente Satanik, il cui primo albo appare nel dicembre 1964.
Caratteristica peculiare di Kriminal è la sua tuta: un'aderente calzamaglia gialla, con il disegno in nero della struttura scheletrica. In testa, a celarne il volto, una maschera a forma di teschio.
In origine la realizzazione grafica di Kriminal sarebbe stata affidata a Raffaele Cormio (che all'epoca si firmava con lo pseudonimo di Ralph Hunter), ma poi Bunker e Andrea Corno (editore) decisero di affidare all'esordiente Magnus (alias Roberto Raviola) il ruolo di disegnatore.
Cormio disegnò comunque alcuni albi di Kriminal, tra cui il numero 2 ("Terrore sulla Costa Azzurra") e il numero 4 ("Poker per un cadavere"), talvolta firmandosi anche con lo pseudonimo di "Parvus".
Nella definizione delle caratteristiche somatiche di Kriminal, Luciano Secchi suggerì a Magnus di ispirarsi al volto dell'attore Jacques Sernas, all'epoca molto popolare. In effetti il primo volto di Kriminal, con capelli biondi pettinati all'indietro e tenuti non cortissimi, poteva ricordare quello di Sernas.
Il volto di Kriminal cambia decisamente dopo il numero 7 ("Trappola Infernale"). In quell'albo Kriminal viene arrestato (ma le forze dell'ordine non sanno che egli è in realtà il supercriminale in tuta scheletrica) e ristretto nel carcere di Long South. Dopo l'arresto gli vengono rasati i capelli a zero.
Negli albi successivi i capelli riprendono a crescere, ma da allora in poi le chiome di Kriminal saranno sempre cortissime, a spazzola.
Anche il volto si fa più duro, con sopracciglia marcate. Con questo cambio di look non è difficile ravvisare somiglianze tra il volto di Kriminal e quello di un altro personaggio dei fumetti: Steve Warson, comprimario della saga di Michel Vaillant, ambientata nel mondo dello sport automobilistico e creata dal francese Jean Graton nel 1957.
Curiosamente Magnus, in alcuni dei primi albi di Kriminal, si ispira anche alle automobili disegnate da Jean Graton per la saga di Michel Vaillant. In particolare nel numero 1 della serie ("il Re del delitto"), Kriminal guida una gran turismo scoperta le cui linee sono evidentemente ispirate da quelle dell'auto Vaillante "La Baule" che Michel Vaillant pilota nelle storie "Route de Nuit" e "Le 13 est au depart", rispettivamente quarto e quinto titolo della serie a fumetti di ambientazione automobilistica.
Diversamente dagli emuli di Diabolik, con Kriminal e Satanik Max Bunker, in collaborazione con Magnus, riuscì a creare due personaggi altamente innovativi e originali, e per certi aspetti rivoluzionari, nel panorama culturale italiano del periodo. Lo stile di Magnus, che esordisce con questa serie, matura e si personalizza sempre più col tempo e, movendo da uno stile che trae ispirazione dal fumetto statunitense degli anni Trenta, arriva a sviluppare quello che ne costituirà il tratto distintivo e caratterizzante. Alla serie collaborano poi anche altri sceneggiatori come Erasmo Buzzacchi, Gian Paolo Frascati, Paolo Floberti, Luciana Attardo Magrini e Maria Grazia Perini, e i disegnatori Raffaele Cormio, Pini Segna, Giovanni Romanini, Frank Verola e Paolo Piffarerio. Notevoli anche le copertine realizzate da Luigi Corteggi, sintetiche e visionarie. Successivamente, ai disegni Magnus verrà affiancato da altri autori, che comunque ne ricalcheranno lo stile. Della serie vennero pubblicati dalla casa editrice Corno, attivissima in quegli anni, 419 numeri, con cadenza variabile, nel decennio 1964-1974. Dei primi quattro numeri esistono due diverse edizioni coeve.. Nel 2005, in occasione del 40º anniversario dell'esordio della serie, sono state scritte due nuove storie, Ritorno dalla zona buia e Ritorno dalla zona buia (parte seconda), pubblicate in Max Graphic Novel.

## Biografia del personaggio
Il vero nome di Kriminal è Anthony Logan, fuorilegge americano naturalizzato inglese che agisce mascherato da scheletro. Ha un passato tormentato: il padre fu spinto al suicidio dopo essere stato ridotto sul lastrico; la madre e la sorella furono anch'esse vittime di un mondo corrotto; inoltre, Logan trascorre l'adolescenza in riformatorio, da cui poi evade. Le storie sono ambientate in un mondo popolato di persone corrotte, perverse e prive di scrupoli. Anthony Logan, amareggiato dalla vita, decide di vendicarsi del mondo diventando uno spietato criminale e celando la propria identità dietro un travestimento: veste una calzamaglia gialla con impresso uno scheletro stilizzato e indossa una maschera su cui è raffigurato un teschio. Le storie sono atemporali e autoconclusive, ma integrate da una trama di fondo, la vita del protagonista Anthony Logan, che si dipana albo dopo albo.

## Poteri e abilità
Proprio come Diabolik, è un assassino e fa uso di arnesi tecnologici. A differenza di Diabolik, che per uccidere impiega solo mani nude, pugnali o aghi avvelenati, Kriminal fa anche uso di armi da fuoco, preferibilmente mitra, anche se è comunque esperto nel lancio del coltello. Specialista in travestimenti, di rado si avvale di maschere come Diabolik, anche se nell'episodio 102, Il Giusto segno della Legge, per evadere dal braccio della morte arriva a camuffare col proprio volto un medico del carcere, creando una maschera fatta di pelle di pollo. Ha una forza fisica non comune e un'alta resistenza al dolore.

## Comprimari
- Patrick Milton: commissario di Scotland Yard[6][22].
- Boone: ufficiale di Scotland Yard, meschino e invidioso dei successi di Milton. Questi lati spregevoli del suo carattere divengono più evidenti col progredire della saga;
- Mister Ypsilon[23]: acerrimo nemico di Kriminal[24], è a capo di un impero malavitoso; si è macchiato dell'omicidio del figlio neonato di Kriminal[senza fonte].
- Lady Black: alleata di Mister Ypsilon in un primo tempo, ne subentra ai vertici dell'impero malavitoso dopo la presunta sconfitta di quest'ultimo. Si scoprirà infine essere la sorella gemella di Gloria, che ha sempre preferito intraprendere la via del crimine, fino a incrociare la sua strada con Mister Ypsilon, appunto. Morirà nel numero 174.
- Lola Hudson[25]: compagna di vita e complice di Anthony Logan, entra in scena nel numero 55 della serie "Dramma in collegio" ; è la madre del figlio di Anthony Logan, che finirà prematuramente ucciso da Mister Ypsilon. Lascia Kriminal nel numero 400 dopo aver passato una notte d'amore con Flipper e sentendosi ricambiata con quest'ultimo.[6][26].
- Shan-Ton: assistente cinese (vietnamita in alcuni episodi) di Kriminal, collaboratore astuto e fedele, efficiente nell'agevolare la fuga di Tony e Lola dopo le loro incursioni. È un grandissimo esperto in travestimenti[senza fonte].
- Gloria Farr: fidanzata di Patrick Milton[6]. Segretamente innamorata di Kriminal, lo aiuterà in più occasioni a districarsi in varie situazioni disagevole. Lascia Milton sul finale del numero 33 " La notte più lunga" dopo che gli ha rivelato cosa è successo con Kriminal nel numero n.9 "Giustizia spietata". Ritorna per aiutare Kriminal sporadicamente, sul finale del numero 38 della serie "Il becchino è il mio mestiere", nel numero 50 "Oro" (di cui indossa una tuta anch'ella) e nel numero 51 "Chi era quella pupa" e nel numero 52 "Il prezzo della gola" mentre nel numero 57 "L'invidia corrode" ingaggia una lotta con Lola (divenuta fidanzata di Kriminal) per contendersi Kriminal. Dopo aver collaborato con Kriminal in un colpo insieme (nonostante avesse progettato più volte di ucciderlo per averla rifiutata) lo tradisce - nel finale del numero 60 della serie "Omicidi a colazione" - spedendo un telegramma a Milton mentre viaggia su un aereo per la Gran Bretagna e ritornando insieme a Milton. Si sposa con Milton nel numero 196 della serie "Il triangolo isoscele". Viene uccisa, per errore, dallo stesso Kriminal nel numero 400 della serie, "Kriminal è morto".

## Impatto culturale
Inizialmente le storie di Kriminal sono prive di ironia e il protagonista è un criminale vero e proprio, che uccide senza scrupoli; lo stesso cinismo del protagonista impera in una società priva di personaggi positivi. Il protagonista, forgiato dagli anni trascorsi in riformatorio, non conosce pietà e cerca solo vendetta. Rispetto a Diabolik, Kriminal aveva accentuato i toni violenti e il tenore delle storie, provocando l'intervento della magistratura, che ordinò sequestri e istruì processi che in qualche modo condizionarono lo sviluppo della serie. I temi affrontati e la crudezza della narrazione destarono scandalo e Kriminal diventò oggetto di numerosi casi di censura e sequestro a causa dei contenuti troppo urticanti; in particolare, Omicidio al Riformatorio, il nº 5, fu oggetto di critiche per la trama molto cruda e per la rappresentazione di ragazze seminude e prosperose. Di conseguenza, gli albi successivi subirono tagli e modifiche; nel 1989 essi sono stati ristampati in versione integrale. Dopo una quindicina di numeri, a causa anche dell'intervento della magistratura, le storie divennero meno violente, trasformandosi in veri e propri gialli in cui Kriminal combatte contro organizzazioni criminali.
Con l'evolversi della serie, diversi albi conterranno contenuti sempre più marcatamente satirici e comici: "Terrore in Alto Adige", "La clinica del trapasso celere", "Il prezzo della gola", "Festa Happening".
Nel contesto della società italiana degli anni Sessanta, Bunker e Magnus lacerarono il velo di moralismo che caratterizzava la rappresentazione della sessualità nelle arti visive: a differenza di Diabolik, quanto mai castigato, in Kriminal apparvero le prime sequenze erotiche del fumetto italiano; si trattava soprattutto di procaci figure femminili con pochi veli o addirittura nude, ma ritratte di schiena. Comunque, tanto bastò perché si scatenassero polemiche, sequestri e processi.
In proposito, gli stessi Bunker e Magnus affermarono:
- "Kriminal non rappresenta il feroce criminale sovvertitore e nemico dell'ordine, ma colui che dell'ordine si fa beffa, che irrompe con i sentimenti negativi ma tuttavia più notabili della sua natura umana in una società putrida e stagnante, ammalata di perbenismo e, sconvolgendo tutto con un'azione delittuosa, si pone sì al di fuori della legge, ma afferma anche il suo diritto di scelta, il suo potere di accettare o ri rifiutare, di creare o di distruggere."[28]
- "Diabolik era ancora fermo alle ballerine per far vedere le gambe e io non lo sopportavo. Così alla prima fanciulla di una storia che perdeva la gonna, disegnai indosso delle mutandine ricamate e lo feci con una tale accuratezza che Bunker stesso ne restò impressionato. Quelle mutandine, però, non potevano apparire nei giornalini o saremmo finiti in galera tutti quanti, e quindi le si ritoccava in sede di stampa trasformandole in enormi macchie di nero che andavano dai seni fin sotto le anche.....i francesi consideravano anche i miei colpi di rivoltella....quelle pistolettate e quei nudi femminili nascevano forse da un lontano sogno infantile risalente ai tempi in cui divoravo, ogni quindici giorni, le avventure di Pecos Bill. Ecco il punto: Pecos Bill e tutti i personaggi del suo tempo, secondo me, erano validissimi nei disegni, ma assolutamente scarsi di verità. Erano figure adolescenziali, perfette, che si ostinavano a minacciare i cattivi senza mai ricorrere alle armi, o che frequentavano ragazze affascinanti come Jane Calamity, senza mai sentirsene attratti. 'Non è possibile!', pensavo. E sognavo in segreto di poter vedere, prima o poi, Pecos Bill che finalmente accoppava qualcuno, e poi scopava Sue Sluefoot mentre Jane Calamity si calava le braghe mostrando le cosce..."[28].

## Epigoni
Il personaggio dei fotoromanzi sexy-nero Killing, conosciuto all'estero come Sadistik, indossa un costume simile ma dallo schema nero/bianco e con una speciale cintura contrassegnata dalla lettera K.. Il personaggio dei fumetti Il Morto, pubblicato dalla Menhir Edizioni dal 2010 come testata monografica regolare, sfoggia un costume simile a Kriminal; la differenza sostanziale è che il personaggio, affetto da amnesia, compie gesta eroiche e indossa il costume solo come portafortuna, o anche per intimidire gli avversari.

## Fatti interessanti
Kriminal ha un'estrema somiglianza con il design moderno del personaggio giapponese Kamishibai Ogon Bat aka Fantaman che debuttò nel 1930. Inoltre, si dice che quando i distributori italiani acquistarono in Italia l'adattamento cinematografico di Ogon Bat del 1966, presentarono in Italia il personaggio titolare dello stesso Ogon Bat come la loro versione di Kriminal stesso (inoltre, è probabile che le strisce viste sulla maglietta rossa di Ogon Bat sui manifesti italiani erano basati su quelli visti su Kriminal, da qui la loro estrema somiglianza). È stato anche affermato che ciò avrebbe causato problemi legali. In linea con ciò, i distributori hanno intitolato il film "Diavolik", giocando sull'ispirazione principale e sul contendente di Kriminal, Diabolik, ma cambiando una lettera. Ma questo fallì e furono sollevati ulteriori problemi legali.

## Intreccio narrativo
Kriminal ha incontrato Satanik, altra celebre creatura di Magnus e Bunker, nell'albo nº 90 (Quello che non ti aspetti), che risulta essere il primo esempio di crossover in un fumetto italiano; incontrerà poi anche il Gruppo TNT nell'albo di Alan Ford nº 150 (Kriminalissimo) e l'ispettore Daniel nei numeri 18 (Il ritorno di Kriminal) e 19 (Caccia a Kriminal) della serie dedicata a Daniel. L'ispettore Milton farà una comparsa nella serie di Satanik nell'albo nº 189 (Agguato sul sentiero) e comparirà anche in alcuni albi di Alan Ford (nº 228 [Codice graffiti] e nº 400 [Festa al castello]).

## Curiosità
Nel n. 5 della serie, pubblicato nel dicembre del 1964, Magnus inserisce scherzosamente il suo vero nome (Roberto Raviola) nel registro dei firmatari a una veglia funebre.

## Altri media
Cinema
- Kriminal, regia di Umberto Lenzi (1966)[34][35][36][37]
- Il marchio di Kriminal, regia di Fernando Cerchio (1968)[37][38][39]